# Cada Dia Mais Sujo e Agressivo
Cada Dia Mais Sujo e Agressivo è il terzo album in studio del gruppo musicale hardcore punk brasiliano Ratos de Porão, pubblicato nel 1987.

## Tracce
1. Tatoo Maniac
2. Plano Furado
3. Ignorância
4. Crise Geral
5. Morte e Desespero
6. Pensamento de Trincheira
7. Peste Sexual
8. Sentir Ódio e Nada Mais
9. Assalto na Esquina
10. Não Há
11. Outras Vidas
12. V.C.D.M.S.A.